# 9168 Sarov
A 9168 Sarov (ideiglenes jelöléssel 1987 ST17) a Naprendszer kisbolygóövében található aszteroida. Ljudmila Ivanovna Csernih fedezte fel 1987. szeptember 18-án.